# فریسک
شرکت بین‌المللی نرم‌افزاری فریسک یک شرکت ایسلندی ارائه دهنده نرم‌افزارهای امنیتی تحت نام اف‌پورت می‌باشد. نام این شرکت از حروف ابتدایی نام و نام خانوادگی پایه‌گذار آن فردریک اسکولاسون (به ایسلندی:Friðrik Skúlason) گرفته شده‌است .شرکت فریسک در سال 1993 تأسیس شده‌است. ضدویروس اف‌پورت در نسخه‌های خانگی و تجاری و برای سیستم‌های عامل ویندوز، لینوکس، داس و بی‌اس‌دی به فروش می‌رسد. البته نسخه تجاری برای سیستم‌های مایکروسافت اکسچنج سرور، سولاریس و آی‌بی‌ام نیز موجود است. استفاده از ضدویروس اف‌پورت ویژه سیستم‌های عامل لینوکس و داس به همراه بروزرسانی آن برای کاربران خانگی رایگان است و برای سیستم‌های عامل دیگر به صورت آزمایشی و برای مدت سی روز قابل دانلود می‌باشد. سرویس ضدویروس و ضدهرزنامه که به نام ای‌وی‌ایی‌اس اف‌پورت شناخته می‌شود برای کاربران تجاری مورد استفاده قرار می‌گیرد. شرکت فریسک را نباید با دیگر شرکت ارائه‌کننده نرم‌افزارهای امنیتی یعنی شرکت اف‌سکیور اشتباه گرفت هرچند پیشتر این دو باهم درارتباط بودند و شرکت اف‌سکیور از سامانه شناسایی ویروس‌های ضدویروس اف‌پورت در محصولات نرم‌افزاری خود استفاده می‌نمود.